# Budagosa
Bhadantācariya Buddhaghosa ou Budagosa foi um estudioso e comentarista budista teravada indiano do século V. Seu nome significa "Voz do Buda" em páli. Seu trabalho mais conhecido é o Visuddhimagga, ou Caminho da Purificação, um sumário e análise abrangente do entendimento Teravada do caminho da libertação do Buda.
As interpretações dadas por Budagosa tem geralmente constituido a compreensão ortodoxa das escrituras Teravada desde pelo menos o século XII da Era Comum. Ele é geralmente reconhecido tanto por estudiosos ocidentais como teravadins como o comentarista mais importante da Teravada.

## Biografia
Pouca informação existe sobre a vida de Budagosa. Existem três principais fontes de informação: 1) prólogos e epílogos curtos adicionados aos trabalhos de Budagosa, 2) detalhes de sua vida gravados no Mahavamsa, uma crônica cingalesa e 3) um trabaho biográfico posterior chamado Buddhaghosuppatti. Algumas outras poucas fontes discutem a vida de Budagosa, mas não parecem acrescentar nenhum material confiável.
O Mahavamsa registra que Budagosa nasceu em uma família brâmane no Reino de Mágada. A crônica afirma que ele nasceu próximo à Bodhgaya e que teria sido um mestre nos Vêdas que viajava através da Índia envolvido em debates filosóficos. Só quando se enfrenta com um monge budista chamado Revata é que Budagosa é superado e, pela primeira vez, derrotado em um debate sobre o significado de uma doutrina védica, sendo em seguida confundido com a apresentação de um ensinamento do Abidarma. Impressionado, Budagosa tornou-se um bico (monge medicante budista) e empreendeu o estudo do Tipitaka e de se seus comentários.

## Escritos e traduções
Abaixo temos uma lista dos catorze comentários tradicionalmente atribuídos a Budagosa (Pāli: atthakatha) no Tipitaka Pali:
| Cânone páli (Tipitaka teravada) | Cânone páli (Tipitaka teravada) | Cânone páli (Tipitaka teravada) | Comentário de Budagosa                        |
| ------------------------------- | ------------------------------- | ------------------------------- | --------------------------------------------- |
| Vinaya Pitaka                   | Vinaya (geral)                  | Vinaya (geral)                  | Samantapasadika                               |
| Vinaya Pitaka                   | Patimokkha                      | Patimokkha                      | Kankhavitarani                                |
| Sutta Pitaka                    | Digha Nikaya                    | Digha Nikaya                    | Sumangalavilasini                             |
| Sutta Pitaka                    | Majjhima Nikaya                 | Majjhima Nikaya                 | Papañcasudani                                 |
| Sutta Pitaka                    | Samyutta Nikaya                 | Samyutta Nikaya                 | Saratthappakasini                             |
| Sutta Pitaka                    | Anguttara Nikaya                | Anguttara Nikaya                | Manorathapurani                               |
| Sutta Pitaka                    | Khuddaka Nikaya                 | Khuddakapatha                   | Paramatthajotika (I)                          |
| Sutta Pitaka                    | Khuddaka Nikaya                 | Darmapada                       | Dhammapada-atthakatha                         |
| Sutta Pitaka                    | Khuddaka Nikaya                 | Sutta Nipata                    | Paramatthajotika (II), Suttanipata-atthakatha |
| Sutta Pitaka                    | Khuddaka Nikaya                 | Jataka                          | Jatakatthavannana, Jataka-atthakatha          |
| Abidarma                        | Dhammasangani                   | Dhammasangani                   | Atthasālinī                                   |
| Abidarma                        | Vibhanga                        | Vibhanga                        | Sammohavinodani                               |
| Abidarma                        | Dhatukatha                      | Dhatukatha                      | Pañcappakaranatthakatha                       |
| Abidarma                        | Puggalapaññatti                 |                                 | Pañcappakaranatthakatha                       |
| Abidarma                        | Kathavatthu                     |                                 | Pañcappakaranatthakatha                       |
| Abidarma                        | Yamaka                          |                                 | Pañcappakaranatthakatha                       |
| Abidarma                        | Patthana                        |                                 | Pañcappakaranatthakatha                       |